# Weltraumgestützte Solarenergie

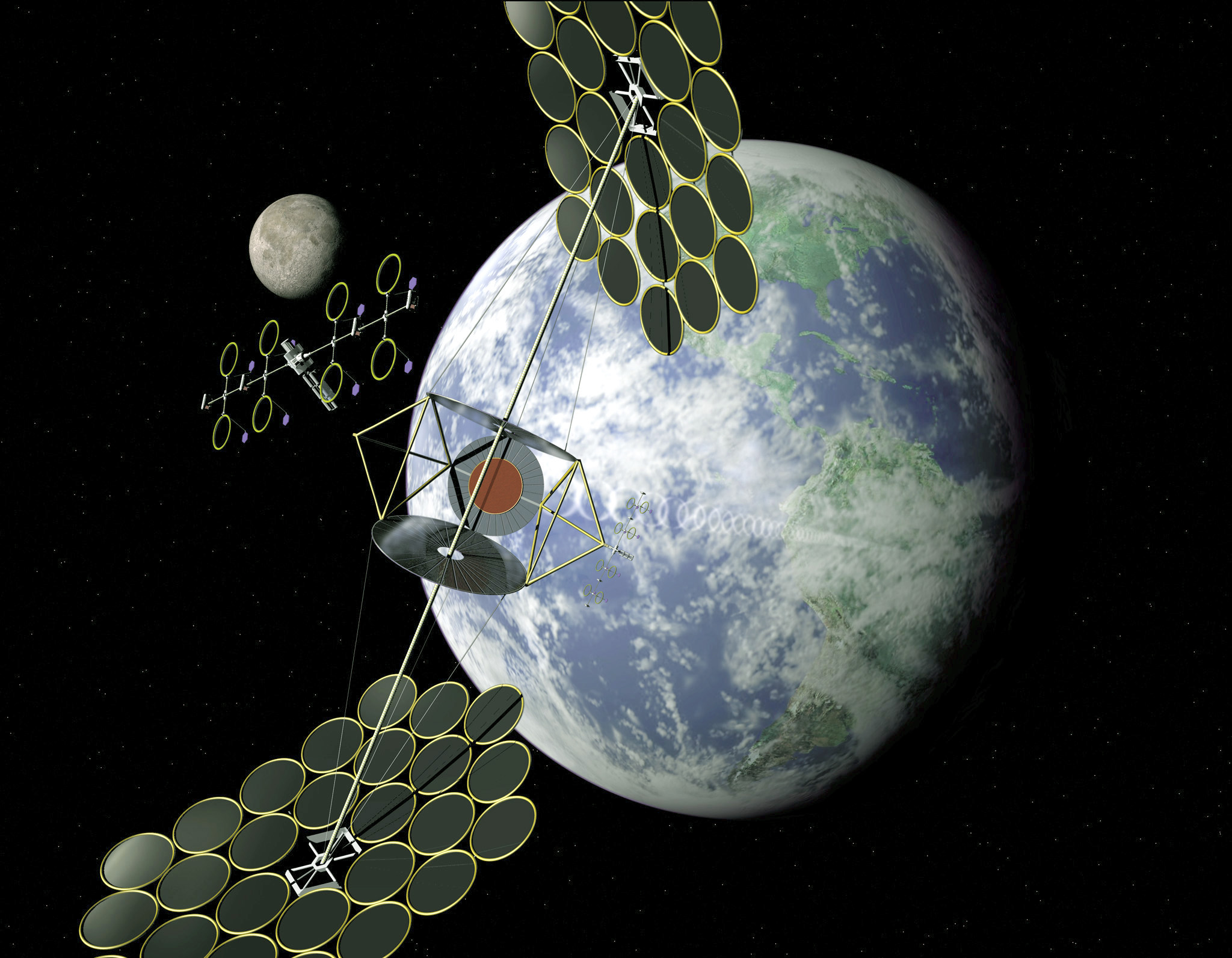
NASA Integrated Symmetrical Concentrator SPS (SERT)

Weltraumgestützte Solarenergie (englisch space-based solar power, SBSP) ist ein Verfahren, um Sonnenenergie im Weltraum zu sammeln und auf die Erde zu übertragen. Orbitale Sonnenkraftwerke gelten als eine Form der erneuerbaren Energien.
Ein erheblicher Teil der ankommenden Sonnenstrahlung (55–60 %) geht auf dem Weg durch die Erdatmosphäre aufgrund von Reflexion und Absorption verloren. Weltraumgestützte Solarstromsysteme würden mit Solarmodulen Sonnenlicht außerhalb der Atmosphäre auffangen, die Energie in Mikrowellen umwandeln und diese zu einer Bodenstation auf der Erde abstrahlen. Damit würden sie die Verluste und – bei entsprechender Konstruktion – die durch die Erdrotation verursachten Ausfallzeiten vermeiden, allerdings bei extrem hohen Investitionsausgaben für die Installation als geostationäre Satelliten.
Anfang der 1980er Jahre wurden Konzeptstudien aufgrund fehlender Machbarkeit und zu hoher Gefahr von Weltraummüll aufgegeben. Stand 2020 werden Studien und Experimente zur Realisierbarkeit derartiger Projekte unter anderem von Japan, China und den USA aktiv betrieben, in Japan wegen der Ablehnung von Kernkraftwerken in breiten Schichten der Bevölkerung, in China und den USA aufgrund langfristiger strategischer Erwägungen insbesondere des Militärs.

## Historische Studien
Seit Anfang der 1970er Jahre werden verschiedene Konzepte diskutiert, aber keines ist mit den heutigen Trägerraketen wirtschaftlich sinnvoll, vor allem, weil erdgebundene Kraftwerke den Strom zu einem Bruchteil der Kosten erzeugen. Alle Entwürfe arbeiten mit Strahlenenergiedichten, die nicht schädlich wären, wenn Menschen kurzfristig exponiert würden. Die enorme Größe der benötigten Empfangsantennen würde aber große, ebene (d. h. meist landwirtschaftlich genutzte) Flächen in der Nähe der Endverbraucher erfordern.

### Vereinigte Staaten
Die US-Weltraumbehörde NASA und das U.S.-Energieministerium gaben von Mitte der 1970er bis Mitte der 2000er Jahre 80 Millionen US-Dollar für Studien zur Machbarkeit von weltraumgestützten Solarkraftwerken aus.

#### Peter E. Glaser
1941 veröffentlichte der Science-Fiction-Autor Isaac Asimov die Science-Fiction-Kurzgeschichte „Reason“, in der eine Raumstation die von der Sonne gesammelte Energie mittels Mikrowellenstrahlen auf verschiedene Planeten überträgt. Ein reales Konzept für ein orbitales Sonnenkraftwerk wurde erstmals im November 1968 vom tschechisch-amerikanischen Ingenieur Peter E. Glaser beschrieben. 1973 erhielt Glaser das US-Patent Nummer 3.781.647 für sein Verfahren zur Übertragung von Energie unter Verwendung von Mikrowellen über weite Entfernungen von einer sehr großen Sendeantenne (bis zu einem Quadratkilometer) auf einem orbitalen Sonnenkraftwerk bis zu einer viel größeren, heute als „Rectenna“ bekannten Empfangsantenne am Boden.
Glaser war bei der Unternehmensberatung Arthur D. Little tätig. Die NASA beauftragte ADL, zusammen mit den Rüstungskonzernen Raytheon und Grumman sowie dem kalifornischen Solarzellenhersteller Spectrolab eine breit angelegte Studie zu orbitalen Sonnenkraftwerken zu erstellen. Am 1. Februar 1974 kamen die Autoren der Studie zu dem Schluss, dass das Konzept zwar mehrere große Probleme hatte – vor allem die Kosten für die Bereitstellung der benötigten Materialien in der Umlaufbahn und die mangelnde Erfahrung bei Projekten dieser Größenordnung im Weltraum –, dass es aber vielversprechend genug war, um weitere Untersuchungen und Forschungen zu rechtfertigen.

#### NASA/DoE-Studie (Solar Power Satellite)

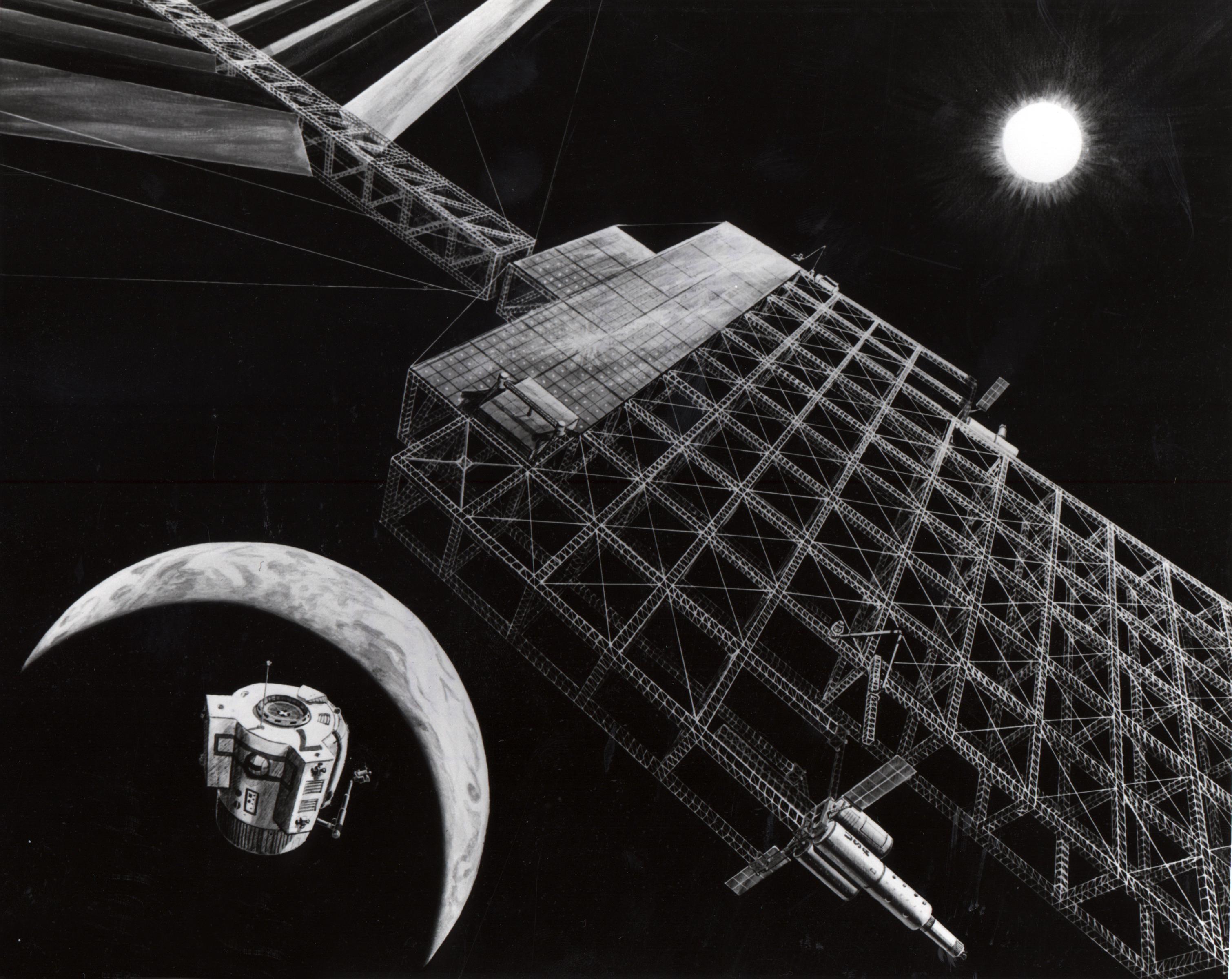
Künstlerisches Konzept des Solarstrom-Satelliten im Einsatz. Gezeigt wird die Anordnung einer Mikrowellenübertragungsantenne. Der Solarstromsatellit sollte sich in einer geosynchronen Umlaufbahn befinden, die 22.236 Meilen über der Erdoberfläche liegt. NASA 1976

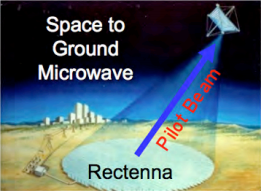
Mikrowellenübertragung der Energie zur Antenne auf der Erde mit einem Laser als Leitstrahl

Unter dem Eindruck der Ölkrise von 1973 führten NASA und Energieministerium der Vereinigten Staaten (DoE) zwischen Juli 1977 und August 1980 mit einem Budget von 15,6 Millionen Dollar eine Machbarkeitsstudie zu weltraumgestützten Sonnenkraftwerken durch. Diese Studie ist nach wie vor die umfangreichste, die bisher durchgeführt wurde. Gemäß dem Solar Power Satellite (SPS) Konzept sollten Solarmodule mit einer Fläche von 50 km² und einem Gewicht von bis zu 50.000 Tonnen in einer erdnahen Umlaufbahn montiert werden und dann in eine geostationäre Umlaufbahn verschoben werden. Die aufgefangene Energie von 10 GW sollte mittels Mikrowellen auf eine ähnlich große irdische Empfangsantenne (Rectenna) gesendet werden. Ende der 1970er Jahre fand der US-amerikanische Astronom Donald J. Kessler heraus, dass das Risiko von zusätzlichem Weltraummüll nicht beherrschbar wäre (siehe Kessler-Syndrom).
Im SPS-Konzept wurden Untersuchungen zu verschiedenen Themenbereichen erstellt, unter anderem:
- Ressourcenbedarf (Materialien, Energie und Land)
- Szenarien für Finanzen und Management
- Öffentlichkeitsarbeit bzw. öffentliche Akzeptanz
- Staatliche und lokale Vorschriften für Satelliten-Energieanlagen bzw. Mikrowellenempfangsantennenanlagen
- Potential von Lasern für die SBSP-Leistungsübertragung
- Internationale Vereinbarungen
- Zentralisierung/Dezentralisierung
- Kartierung von Ausschlussgebieten für Rectenna-Standorte
- Wirtschaftliche und demographische Fragen; erwarteter Stromverbrauch im Zielgebiet
- Meteorologische Auswirkungen auf die Ausbreitung von Laserstrahlen und direkt solar gepumpte Laser
- Bewertung von Energieübertragung und -empfang
- Transport in die geostationäre Umlaufbahn[14]
- hohes Risiko von Weltraummüll bei Beschädigung oder Zerstörung eines Solarmoduls

Das Projekt wurde nach den Kongresswahlen 1980 und dem Amtsantritt des republikanischen Präsidenten Ronald Reagan nicht fortgesetzt. Das Büro für Technologiebewertung kam zu dem Schluss, dass zu wenig über die technischen, wirtschaftlichen und ökologischen Aspekte von orbitalen Sonnenkraftwerken bekannt wäre, um eine fundierte Entscheidung treffen zu können, ob mit der Entwicklung und dem Einsatz fortzufahren wäre; ein dementsprechendes Programm wäre mit untragbaren Risiken behaftet. 1995–1997 führte die NASA dann die „Fresh Look Study“ durch, um den aktuellen Stand der Machbarkeit eines solchen Projekts zu untersuchen. Hierbei kam man zu dem Schluss, dass zunächst die Kosten für den Transport von der Erdoberfläche in eine Umlaufbahn drastisch gesenkt werden müssten.

#### Forschungs- und Technologieprogramm zur Erforschung der Weltraum-Solarenergie (SERT)
1999 wurde das NASA Space Solar Power Exploratory Research and Technology Program (SERT) mit folgender Zielsetzung gestartet:
- Durchführung von Designstudien für Prototypen von orbitalen Sonnenkraftwerken verschiedener Bauart.
- Auswertung von Studien über die allgemeine Machbarkeit, das Design und die Anforderungen solcher Kraftwerke.
- Ausarbeitung von Konzepten für Subsysteme, die auch für andere Zwecke im Weltraum oder auf der Erde eingesetzt werden können.
- Formulierung eines vorläufigen Aktionsplans für die USA (in Zusammenarbeit mit internationalen Partnern), um eine aggressive Technologieinitiative zu starten.
- Erstellung von Technologieentwicklungs- und Demonstrationsfahrplänen für kritische Elemente der Weltraumsolarenergie.

Im Rahmen von SERT wurde – unter Annahme damals verfügbarer Technologien – ein Konzept für ein zukünftiges Gigawatt-Kraftwerk entwickelt. Man schlug eine aufblasbare photovoltaische Spinnennetzstruktur mit Konzentratorlinsen oder Wärmekraftmaschinen vor, um Sonnenlicht in Strom umzuwandeln. Die Ingenieure zogen sowohl Systeme in sonnensynchroner Umlaufbahn als auch in geosynchroner Umlaufbahn in Betracht. Hier einige ihrer Schlussfolgerungen:
- Der steigende Trend beim globalen Energiebedarf wird sich voraussichtlich noch viele Jahrzehnte fortsetzen, so dass neue Kraftwerke jeder Größe gebaut werden.
- Die Umweltauswirkungen dieser Anlagen und ihre Auswirkungen auf die Weltenergieversorgung und geopolitische Beziehungen können problematisch sein.
- Erneuerbare Energien sind ein überzeugender Ansatz, sowohl philosophisch als auch in technischer Hinsicht.
- Viele erneuerbare Energiequellen sind aufgrund ihres inhärenten Land- und Wasserbedarfs nur begrenzt dazu in der Lage, die für die globale industrielle Entwicklung und den Wohlstand erforderliche Grundlastleistung erschwinglich bereitzustellen.
- Einige Konzepte für orbitale Sonnenkraftwerke sind soweit ausgereift, dass sie ernsthaft diskutiert werden können.
- Weltraum-Solaranlagen scheinen im Vergleich zu anderen Ansätzen viele bedeutende Umweltvorteile zu haben.
- Die Wirtschaftlichkeit von Weltraumsolaranlagen hängt von vielen Faktoren und der erfolgreichen Entwicklung verschiedener neuer Technologien ab (nicht zuletzt von der Verfügbarkeit eines wesentlich kostengünstigeren Zugangs zum Weltraum als bisher); dasselbe gilt jedoch für viele andere Energietechnologien.
- Die Weltraumsolarenergie kann sich durchaus als ernstzunehmender Kandidat unter den Optionen zur Deckung des Energiebedarfs des 21. Jahrhunderts erweisen.[16]
- Startkosten im Bereich von $100–$200 pro Kilogramm Nutzlast für eine niedrige Erdumlaufbahn bzw. geosynchrone Umlaufbahn sind notwendig, wenn ein orbitales Sonnenkraftwerk wirtschaftlich rentabel sein soll.[12]

Bis 2010 unternahm die NASA verschiedene weitere Studien zur Machbarkeit von Solarkraftwerken im Weltraum.

### Japan
In Japan befassen sich die Japan Science and Technology Agency, die Society of Japanese Aerospace Companies und andere Institutionen seit 1979 mit Grundlagenforschung und Konzepten für orbitale Sonnenkraftwerke.

## Aktuelle Projekte

### Japanische Behörde für Luftfahrt- und Weltraumforschung
Nachdem das Parlament am 21. Mai 2008 ein Weltraumgesetz verabschiedet hatte, wurde beim japanischen Kabinett mit Inkrafttreten des Gesetzes im August 2008 das Strategische Hauptquartier für Weltraumpolitik eingerichtet.
Am 2. Juni 2009 verabschiedete dieses ein Weißbuch zur Weltraumpolitik. Dort war ein zunächst auf zehn Jahre befristetes Programm zur Entwicklung von weltraumgestützter Sonnenenergie festgeschrieben. Ein experimentelles Gerät zur drahtlosen Stromübertragung sollte im Kibō-Modul der Internationalen Raumstation (ISS) oder in einem kleinen Satelliten installiert werden, um das System zu testen und die Dämpfungeffekte der Atmosphäre zu messen.
In der Ausgabe 2020 des Weißbuchs zur Weltraumpolitik ist die Entwicklung eines orbitalen Sonnenkraftwerks weiterhin festgeschrieben.
Im April 2014 führte der Astrophysiker Susumu Sasaki vom Institute of Space and Astronautical Science der japanischen Raumfahrtbehörde JAXA
aus, dass in den Planungen der JAXA vorgeschlagen sei, mit kleineren Prototypen die Realisierbarkeit eines kommerziellen Orbitalkraftwerks mit 1 GW Leistung in den 2030er Jahren zu demonstrieren. Ein solches Kraftwerk würde mehr als 10.000 t wiegen und Ausmaße von mehreren Kilometern haben. Um auch während der Nacht in Japan die Stromversorgung sicherzustellen, schlagen die japanischen Wissenschaftler vor, zwei gegenüberliegende Gittergerüste mit Spiegeln zu verwenden, die das Sonnenlicht zu jeder Tageszeit einfangen und – mit wechselnder Effizienz – auf ein sich zwischen den Spiegeln befindendes, nicht befestigtes, sondern frei fliegendes Modul mit Solarzellen und einem permanent auf die Bodenstation ausgerichteten Mikrowellensender reflektieren.
Bereits 2008 hatten Wissenschaftler von der Universität Kōbe zusammen mit dem ehemaligen NASA-Physiker John C. Mankins, nun Vorstandsvorsitzender der Unternehmensberatung Artemis Innovation Management Solutions,
auf Hawaii einen Versuch durchgeführt, bei dem mit einer Phased Array Antenne 20 W von einem Berggipfel auf Maui zu der 150 km entfernten Insel Oʻahu übertragen wurden. Nur sehr wenig Energie kam auf der Hauptinsel an, aber dieses Experiment bildete die Basis für weitere Forschungen.
Am 12. März 2015 gab die JAXA bekannt, 1,8 kW drahtlos über 55 Meter auf einen kleinen Empfänger übertragen zu haben, indem sie Strom in Mikrowellen umwandelte und dann wieder zurück in Strom. Am selben Tag demonstrierte Mitsubishi Heavy Industries im Zweigwerk Kōbe die Übertragung von 10 kW Leistung an eine Empfangseinheit, die sich in einer Entfernung von 500 Metern befand.

### Volksrepublik China
In China nahm die Staatliche Kommission für Entwicklung und Reform orbitale Sonnenkraftwerke 2008 in die Liste der Nationalen Vorplanungsprojekte auf.
Im Jahr 2010 verfassten Mitglieder der Chinesischen Akademie der Wissenschaften und der Chinesischen Akademie der Ingenieurwissenschaften nach Beratschlagung und öffentlicher Diskussion unter der Leitung von Wang Xiji von der Chinesischen Akademie für Weltraumtechnologie (CAST) einen gemeinsamen Bericht mit dem Titel „Abschätzung der technologischen Entwicklung bei weltraumbasierten Sonnenkraftwerken und noch nötige Forschung“. Darin kamen die Wissenschaftler zu dem Schluss, dass es basierend auf dem damaligen technologischen Niveau und der Wirtschaftskraft Chinas möglich sei, schrittweise eine weltraumbasierte Stromversorgung aufzubauen. Zunächst sollte ein Computermodell einer Bodenstation erstellt werden, gefolgt von praktischen Versuchen mit dem Aufbau von Stützstrukturen für Solarzellen im Weltall. Schließlich sollte der Prototyp einer Sendeantenne mit 100 m Durchmesser sowie Lichtsammelspiegel im Orbit installiert werden.
2014 wurde daraufhin der Antennentechnik-Professor Duan Baoyan von der Universität für Elektrotechnik und Elektronik Xi’an vom Qian-Xuesen-Labor für Weltraumtechnologie, der Denkfabrik von CAST, angestellt, um sich als Leiter einer eigens für ihn eingerichteten Abteilung mit den ingenieurtechnischen Problemen beim Bau eines solchen Kraftwerks auseinanderzusetzen.
Die diesbezüglichen Arbeiten wurden von der Nationalen Stiftung für Naturwissenschaften finanziert, ebenso wie die separaten Forschungen an der Jilin-Universität in Changchun zur Fokussierung des Mikrowellenstrahls.
Im Januar 2016 legten Duan und seine Mitarbeiter ein Konzept für ein auf einer innen verspiegelten Hohlkugel von 8–10 km Durchmesser basierendes, 23.000 t schweres Kraftwerk mit einer Nettoleistung von 2 GW vor, das sogenannte SSPS-OMEGA (Space Solar Power Station via Orb-shape Membrane Energy Gathering Array).
Seit Anfang 2019 wird nun im Bezirk Bishan der südwestchinesischen Stadt Chongqing vom Xi’aner Forschungsinstitut 504 der Chinesischen Akademie für Weltraumtechnologie, der Universität für Elektrotechnik und Elektronik Xi’an, der Chongqing-Universität und der Stadtteilregierung von Bishan mit einer Investition von 200 Millionen Yuan (von der Kaufkraft her etwa 200 Millionen Euro) eine Versuchsbasis für drahtlose Energieübertragung gebaut. Dort wurden zunächst Mikrowellen-Energieübertragungsversuche mit einer von Fesselballonen in Höhen von 50–300 m gezogenen Plattform durchgeführt.
Im August 2021 wurden dann Versuche mit einem in 300 m Höhe schwebenden Luftschiff und einer Empfangsstation auf dem Forschungsschiff Zhihai im Seegebiet östlich der Zhoushan-Inseln durchgeführt, um die Steuerung des von einem im Wind treibenden Luftschiff auf ein schwankendes Schiff übertragenen Energiestrahls zu erproben.
Am 23. Dezember 2018 wurde an der Universität für Elektrotechnik und Elektronik Xi’an das „Schwerpunktlabor der Provinz Shaanxi für die Systeme des weltraumgestützten Sonnenkraftwerks“ unter der Leitung von Duan Baoyan und Wu Weiren eingerichtet, außerdem das „Interdisziplinäre Forschungszentrum für die Systeme des weltraumgestützten Sonnenkraftwerks“.
Der Name des Projekts lautet nun offiziell „Zhuri“ oder „Sonnenverfolgung“ (逐日工程), abgeleitet von der Legende „Kuafu verfolgt die Sonne“, wo ein Riese versucht, die Sonne einzuholen.
Nachdem die Chinesische Raumstation am 3. November 2022 fertiggestellt wurde, plant die Chinesische Akademie für Weltraumtechnologie, unter deren Leitung das Raumstationsystem beim Bemannten Raumfahrtprogramm der Volksrepublik China steht, die beiden mechanischen Arme der Station zu nutzen, um im Orbit aus vorgefertigten Modulen ein kleines Testkraftwerk zusammenzubauen. Eine Phased-Array-Antenne, ein Solarmodul und ein tragendes Gestell werden in zusammengefaltetem Zustand von der zum Vakuum offenen Version des Frachtraumschiffs Tianzhou angeliefert. Die Komponenten werden von den im Inneren der Station verbleibenden Raumfahrern mit den mechanischen Armen per Fernsteuerung aus dem Frachter gezogen und zusammengefügt. Dann werden die Solarzellenflügel teilweise ausgefahren, ähnlich wie bei den Wissenschaftsmodulen der Station unmittelbar nach deren Eintritt in den Orbit.
Das Kraftwerk wird abgesetzt und nutzt seinen elektrischen Antrieb, um eine um 100 km höhere Umlaufbahn anzusteuern. Nach Erreichen des Zielorbits (etwa 500 km über der Erde) soll es seine tragende Struktur, die Sendeantenne und die Solarmodule vollständig entfalten. Die Betriebsspannung des Kraftwerks beträgt 500 V, also deutlich mehr als die 100 V, mit denen in der Raumstation gearbeitet wird. Das Funktionieren von „Hochspannungsleitungen“ bei im Weltraum montierten Strukturen ist eines der Dinge, die mit dem Kraftwerk erprobt werden sollen. Mit dem Startgerät des Wissenschaftsmoduls Mengtian der Station wird schließlich ein kleiner Zielsatellit ausgesetzt, der in einem gewissen Abstand vom Kraftwerk fliegen und die von ihm abgestrahlte Mikrowellenenergie empfangen soll.
Neben der Stromversorgung von Drohnenschwärmen und Militärstützpunkten auf abgelegenen Inseln im Südchinesischen Meer sieht man in China die beleuchtungsunabhängige Stromversorgung von Satelliten in niedrigen Umlaufbahnen als eines der Hauptanwendungsgebiete für weltraumgestützte Solarenergie.
Das Institut 504 der Akademie für Weltraumtechnologie befasst sich mit der Entwicklung der Strahlsteuerung für sich schnell bewegende Ziele.

### US-Militär
Im Jahr 2007 startete das National Security Space Office (Weltraumbüro für nationale Sicherheit) des US-Verteidigungsministeriums eine Initiative zur Untersuchung der weltraumgestützten Solarenergie. Eine 2007 veröffentlichte erste Studie schätzte diese Technologie als vielversprechend und strategisch vorteilhaft ein, wenn auch noch erhebliche technische und wirtschaftliche Herausforderungen zu überwinden seien. Man empfahl die Schaffung günstiger Rahmenbedingungen für die Entwicklung solcher Systeme und staatliche Initiativen zu ihrer Erprobung und Nutzung.
Ein entsprechendes Forschungsprojekt namens Space Solar Power Incremental Demonstrations and Research (SSPIDR) wurde beim Air Force Research Laboratory angesiedelt. Ende 2019 erteilte das Labor einen mit 100 Mio. US-Dollar dotierten Auftrag an Northrop Grumman zur Entwicklung von Weltraum-Solartechnik. Kernstück des Auftrags ist ein geplantes Raumfahrzeug namens Arachne, das die Sammlung und Übertragung der Solarenergie demonstrieren soll. Bereits seit 2015 forscht das California Institute of Technology für Northrop Grumman an entsprechender Technologie.

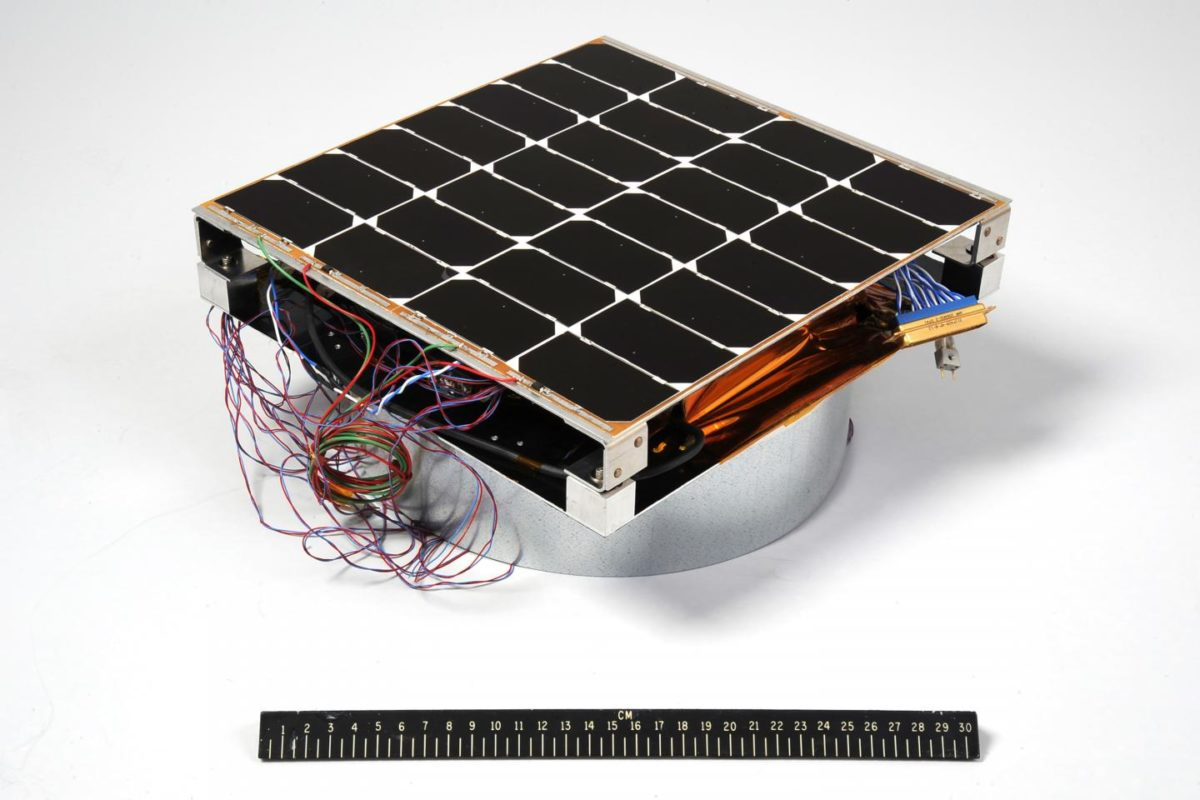
Das Photovoltaic Radio-frequency Antenna Module

Ein weiteres Projekt wird vom Naval Research Laboratory durchgeführt. Am 17. Mai 2020 startete mit einem X-37-Raumgleiter das von dem Labor gebaute Photovoltaic Radio-frequency Antenna Module (PRAM) – nach Einschätzung der U.S. Navy das weltweit erste Weltraumexperiment speziell zur Erprobung von SBSP-Technik. Das flache, etwa 30 × 30 cm große Gerät ist fest an dem Raumgleiter montiert und testet die Erzeugung von Mikrowellenstrahlung aus Solarenergie. Schwerpunkt des Experiments ist die Untersuchung der Energieumwandlungseffizienz und des Temperaturmanagements für die Elektronik unter Weltraumbedingungen. Bei positivem Verlauf soll mit einer späteren Version die Energieübermittlung zur Erde erprobt werden.

## Vor- und Nachteile

### Vorteile
Ein orbitales Sonnenkraftwerk bietet im Vergleich zu terrestrischen Anlagen eine Reihe von Vorteilen:
- Die Sammelflächen erhalten aufgrund der fehlenden Hindernisse wie atmosphärische Gase, Wolken, Staub etc. viel intensiveres Sonnenlicht.
- Die Sammelflächen sind, wenn sie entsprechend dem Sonnenstand rotieren oder gekippt werden, über 99 % der Zeit beleuchtet. Ein orbitales Sonnenkraftwerk würde nur im Frühjahr und im Herbst, zur Zeit der Tag-und-Nacht-Gleiche, rund um Mitternacht für bis zu 72 Minuten im Schatten der Erde stehen. Sonnenkraftwerke auf der Erdoberfläche liefern dagegen im Durchschnitt nur 29 % des Tages Strom.[57]
- Der Strom könnte – bei Vorhandensein entsprechender Empfangsanlagen – wechselweise in die Gegenden gebracht werden, die ihn am meisten benötigen, je nach Grundlast- oder Spitzenlaststrombedarf.
- Keine Beeinträchtigung der Solarzellenflächen durch Sandstürme, Pflanzen und Wildtiere, nur durch Mikrometeoriten und kosmische Strahlung.

### Nachteile
Beim SBSP-Konzept gibt es auch eine ganze Anzahl von Problemen:
- Die hohen Kosten für Raketenstarts von derzeit (2020) etwa 30.000 US-Dollar pro kg.[58] Bei 6,5 kg/kW dürfen die Kosten für die Platzierung eines Sonnenkraftwerks in einem geostationären Orbit 200 $/kg nicht überschreiten, wenn die Stromkosten wettbewerbsfähig sein sollen.
- Die Lichtsammelflächen müssen aus Effizienzsteigerungs- bzw. Gewichtsersparnisgründen entsprechend dem Sonnenstand rotieren oder gekippt werden. Das bedeutet, große und schwere Objekte müssen bewegt werden. Insbesondere die an biegsamen Komponenten wie dünnen Spiegeln oder Vertäuungsseilen auftretenden Kräfte sind mathematisch schwer greifbar, die Schwingungsunterdrückung ist schwierig (ein orbitales Sonnenkraftwerk ist im Prinzip eine Tragseilbrücke, die nirgends verankert ist).[59]
- Der zum Bewegen der Komponenten nötige Kraftaufwand bedingt, ähnlich wie bei Kernkraftwerken, einen relativ hohen Unterschied zwischen Brutto- und Nettoleistung des Kraftwerks.
- Die Schwierigkeit, die Energieübertragung auf einen engen Winkel einzuschränken. Bei einer Übertragungsfrequenz von 5,8 GHz, die den besten Kompromiss zwischen Antennengröße und atmosphärischer Dämpfung bietet, muss der Strahl bei einer runden Sende- und Empfangsantenne von jeweils 1 km Durchmesser und einer Station in geostationärem Orbit, also 36.000 km über der Erdoberfläche, auf 0,0005 Grad bzw. 2 Winkelsekunden gebündelt werden.[4][1] Im Jahr 2019 verteilten die damals fortschrittlichsten Energieübertragungssysteme ihre Leistungsstrahl-Halbwertsbreite über mindestens 0,9 Grad.[60][61]
- Unerreichbarkeit: Die Wartung eines erdbasierten Solarmoduls ist relativ einfach, aber der Bau und die Wartung eines Solarmoduls im Weltraum würde typischerweise telerobotisch erfolgen. Raumfahrer, die in einer geosynchronen Erdumlaufbahn, also mitten im Van-Allen-Gürtel arbeiten, sind einer unannehmbar hohen Strahlenbelastung ausgesetzt. Außerdem kostet der Einsatz von Raumfahrern etwa tausend Mal mehr als die gleiche Aufgabe von einem Roboter erledigen zu lassen.
- Die Weltraumumgebung schadet der Technik. Solarmodule haben nur 1/8 der Lebenszeit, die sie auf der Erde haben würden.[62]
- Weltraummüll ist eine große Gefahr für Objekte im Weltraum, insbesondere für große Strukturen wie SBSP-Systeme,[63] die sich auf dem Weg durch die Trümmer unter 2000 km befinden. Wenn der geostationäre Orbit einmal erreicht ist, ist das Kollisionsrisiko stark reduziert, da sich alle Satelliten in die gleiche Richtung bewegen und die gleiche Geschwindigkeit haben.
- Die Größe und die entsprechenden Kosten der Empfangsstation am Boden. Die Kosten wurden vom SBSP-Forscher Keith Henson auf eine Milliarde Dollar für 5 GW geschätzt.
- Energieverluste während mehrerer Phasen der Umwandlung von Licht zu Strom zu Mikrowellen zurück zu Strom.[64] Beim Stand der Technik von 2015 wäre eine eingefangene Sonneneinstrahlung von 22,4 GW nötig, um auf der Erde 2 GW ins Netz einzuspeisen. Bei einer angenommenen Effizienzverbesserung der einzelnen Komponenten bis 2050 müsste man für die gleiche Nettoleistung immer noch 5,14 GW Sonnenlicht sammeln.[4]
- Die Abwärmeentsorgung in Raumfahrtsystemen ist sowieso schwierig, wird aber unlösbar, wenn der gesamte Raumflugkörper so konzipiert ist, dass er so viel Sonneneinstrahlung wie möglich absorbiert. Herkömmliche Temperaturregelungssysteme für Raumfahrzeuge, wie beispielsweise Radiatoren, können das Solarmodul oder den Sender verschatten.

## Grundsätzliches Konzept
Die vorgeschlagenen weltraumgestützten Sonnenkraftwerke bestehen im Wesentlichen aus drei Komponenten:
- Sammeln von Sonnenlicht im Raum mit Reflektoren oder Linsen, Lenkung des Lichts auf Solarzellen
- Drahtlose Stromübertragung zur Erde über Mikrowelle
- Empfangen von Energie auf der Erde über eine Antenne

Ein orbitales Sonnenkraftwerk müsste sich nicht gegen die Schwerkraft abstützen, wäre aber Gezeitenkräften ausgesetzt, die umso größer werden, je größer die Anlage ist, dazu noch starkem Lichtdruck (die Lichtsammelflächen wirken als gigantisches Sonnensegel) und – vor allem zu Beginn seiner Betriebszeit – dem Druck vom Ausgasen aus den Bauteilen. Während die Gezeitenkräfte ein immanentes Problem sind, lassen sich Lichtdruck, Ausgasen sowie Effekte von Lagestabilisierungs-Schwungrädern etc. mit präzise steuerbaren Bahnkorrekturtriebwerken kompensieren, was natürlich seinerseits wieder eine Belastung für die Struktur darstellt.

### Wahl des Orbits
Der Hauptvorteil der Positionierung eines Weltraumkraftwerks in geostationärer Umlaufbahn bestünde darin, dass die prinzipielle Antennengeometrie konstant bliebe und somit die Ausrichtung der Antennen einfacher wäre. Ein weiterer Vorteil wäre, dass eine nahezu kontinuierliche Energieübertragung verfügbar wäre, sobald das erste Kraftwerk in die Umlaufbahn gebracht wird. Bei einer niedrigen Erdumlaufbahn würde man mehrere Kraftwerke benötigen, bevor kontinuierlich Energie erzeugt werden könnte. Letztere Option wurde als Vorläufer eines Sonnenkraftwerks in geostationärem Orbit vorgeschlagen, um zunächst die Technologien zu erproben.
Niedrige Erdumlaufbahnen von einigen 100 km Höhe sind kostengünstiger zu erreichen und der Mikrowellenstrahl wäre leichter zu bündeln. Da ein geostationärer Orbit mit 36.000 km Höhe jedoch durch seine Entfernung von der Exosphäre und dem Schwerefeld der Erde leichter aufrechtzuerhalten ist und ein orbitales Sonnenkraftwerk der Grundlastversorgung an einem gegebenen Ort dienen soll, verwenden heute alle Konzepte einen geostationären Orbit.

### Antennen
Die Leistungsabstrahlung aus der geostationären Umlaufbahn durch Mikrowellen birgt die Schwierigkeit, dass die Antennenaperturen sehr groß sein müssten. So erforderte beispielsweise die NASA/DoE-Studie von 1978 eine Sendeantenne mit einem Durchmesser von 1 km und eine Empfangsrechteck mit einem Durchmesser von 10 km für einen Mikrowellenstrahl bei 2,45 GHz. Die beträchtliche Größe der Sende- und Empfangsantennen würde in der Praxis dazu führen, dass die Leistung eines orbitalen Sonnenkraftwerks zwangsläufig hoch wäre; kleine Systeme wären prinzipiell möglich, aber noch unwirtschaftlicher als große.
Die Antenne auf der Erde würde wahrscheinlich aus vielen kurzen Dipolantennen bestehen, die über Dioden verbunden sind. Der Wirkungsgrad einer solchen, Gleichstrom liefernden Rectenna betrug im Jahr 2015 rund 70 %. In China geht man davon aus, dies bis 2050 auf 90 % steigern zu können.

### Transport der Komponenten ins All
Ein Problem beim Bau orbitaler Sonnenkraftwerke ist die Menge des zu befördernden Materials. Im Jahr 2015 betrug das Energie/Masse-Verhältnis bei in der Raumfahrt tatsächlich eingesetzten Sonnenkollektoren, also Solarzellen plus Tragkonstruktion, 150 W/kg bzw. 6,7 kg/kW.
Dazu kommt natürlich noch das Gewicht von Spiegeln oder Linsen und vor allem das von Sender und Antenne. Duan Baoyan vom Qian-Xuesen-Labor für Weltraumtechnologie ging bei seinem 2016 veröffentlichten Konzept für ein orbitales 2-GW-Sonnenkraftwerk mit kugelförmigem Hohlspiegel und innen rotierendem Sonnenkollektor von Galliumarsenid-Solarzellen mit einem von damals 30 % auf 60 % verbesserten Wirkungsgrad im Jahr 2050 und einem Energie/Masse-Verhältnis von dann 3 kW/kg aus. Damit kam er allein für den Sonnenkollektor auf eine Masse von 1903 t. Sender plus Antenne waren mehr als zehnmal so schwer. Unter der Annahme von sehr leichten Materialien für die Spiegel und deren Traggitter errechnete Duan ein Gesamtgewicht von 22.953 t für die Station.

## Sicherheit
Die Verwendung der Energieübertragung mittels Mikrowellen ist eines der umstrittensten Themen bei der Erörterung eines orbitalen Sonnenkraftwerks. Bei den derzeit in Betracht gezogenen Konzepten beträgt die Energiedichte in der Mitte des Strahls 1 kW/m², was etwa der Sonneneinstrahlung an einem wolkenlosen Tag entspricht. In Japan liegt der Grenzwert für eine längerfristige Exposition in dem genutzten Frequenzbereich jedoch bei 10 W/m². Daher müsste der Zugang zur Empfangsstation gesperrt sein, dort tätiges Personal müsste Schutzkleidung tragen. Ab einem Abstand von 2 km von der Mitte der Antenne läge die Strahlungsintensität bei idealer Bündelung dann unterhalb des Grenzwerts.
Rund um die Empfangsstation würde sinnvollerweise eine Flugverbotszone eingerichtet. Falls ein Verkehrsflugzeug unabsichtlich in den Strahl geraten sollte, würde die metallische Außenhaut als Faradayscher Käfig wirken und die Passagiere schützen. Ballonfahrer, Ultraleichtflugzeuge etc. wären jedoch angehalten, die Flugverbotszone beachten. Das von der Gruppe um Susumu Sasaki entwickelte Konzept sieht – trotz der Korrosionsgefahr durch salzhaltige Seeluft – als Standort für den Empfänger eine künstliche Insel mit einem Durchmesser von 3 km in der Bucht von Tokio vor.
Ein häufig vorgeschlagener Ansatz zur Sicherstellung einer korrekten Strahlführung ist die Verwendung einer in die Rectenna integrierten, retrodirektiven Phased-Array-Antenne. Ein „Pilot“-Mikrowellenstrahl, der aus der Mitte der Rectenna auf dem Boden ausgesendet wird, würde eine Phasenfront an der Sendeantenne bilden. Dort würden Schaltungen in jedem der Subarrays der Antenne die Phasenfront des Pilotstrahls mit einer internen Taktphase vergleichen, um die Phase des ausgehenden Signals zu steuern. Dies würde dazu führen, dass der gesendete Strahl genau auf die Rectenna zentriert ist. Wenn der Pilotstrahl aus irgendeinem Grund verloren ginge (zum Beispiel wenn sich die Sendeantenne von der Rectenna wegdreht), würde der Phasenkontrollwert ausfallen und der Mikrowellenstrahl würde automatisch defokussiert. Ein solches System wäre technisch nicht in der Lage, seinen Leistungsstrahl irgendwo zu fokussieren, wo es keinen Pilotstrahl-Sender gibt.

## Verschiedene Konfigurationen
Als man um das Jahr 2000 begann, sich ernsthaft mit weltraumgestützter Sonnenenergie auseinanderzusetzen, bemerkte man bald, dass der ursprüngliche Ansatz mit flachen, kilometergroßen Solarzellenflächen wegen des über den Tag wechselnden Einfallswinkels des Sonnenlichts ineffizient und wegen der schieren Größe der Anlagen statisch nicht handhabbar war. Seit John Mankins' SPS-ALPHA-Konzept (Solar Power Satellite via Arbitrarily Large Phased Array) von 2012 sind sich alle Beteiligten einig, dass die realistisch erreichbare Nettoleistung eines orbitalen Sonnenkraftwerks bei maximal 2 GW liegt. Alle seriösen Konzepte kommen auf ein Gewicht der Station von etwa 10.000 Tonnen pro Gigawatt.
Üblicherweise leiten Spiegel – bei Mankins in einer Cassegrain-Konfiguration, bei Duan Baoyan als Hohlkugel ausgebildet, bei Susumu Sasaki parallel gegenüberstehend – die aus mehreren tausend Einzelelementen bestehen, das Licht auf ein Solarzellen-Modul. Der dort erzeugte Strom wird an einen Mikrowellensender weitergeleitet. Manche Konzepte verwenden hier eine Sandwich-Konfiguration, bei der Solarzellen, die Elektronik des Senders und die zahlreichen kleinen Dipolantennen in drei aufeinanderfolgenden Schichten angeordnet sind. Dies hat den Nachteil, dass sich die Elektronik des Senders stark erwärmt. Daher schlug Duan Baoyan 2016 vor, das Modul mit Sender und Antenne im Zentrum seiner Hohlkugel anzuordnen; das rotierende Solarzellenmodul wäre über ein etwa 4 km langes Kabel und einen straßenbahnähnlichen Stromabnehmer mit dem Antennenmodul verbunden.
Hou Xinbin und weitere Mitarbeiter des von Wang Li geleiteten Forschungszentrums für Weltraumenergietechnik am Qian-Xuesen-Labor für Weltraumtechnologie schlugen 2015 ein modulares System vor, bei dem man auf Lichtbündelung verzichtete und stattdessen auf rotierende Solarmodule wie später bei den „Windmühlenflügeln“ an den Wissenschaftsmodulen der Chinesischen Raumstation setzte.
Das erfordert zwar mehr Solarzellen, also höhere Kosten, die Temperaturregelung gestaltet sich jedoch einfacher. Außerdem kann dieses Kraftwerk, anders als bei den Spiegelsystemen, nach Fertigstellung der Sendeantenne bereits in Betrieb gehen, während man weitere Module anfügt, die bei Beschädigungen auch relativ einfach ausgewechselt werden können.
Bei der Übertragungsfrequenz bieten sich 2,45 GHz und 5,8 GHz an, da diese beiden Frequenzen für industrielle, wissenschaftliche und medizinische Zwecke reserviert sind. Je niedriger die Frequenz, desto geringer die Dämpfung durch Wolken und Wasserdampf in der Atmosphäre – bei Ländern mit Monsunklima ein entscheidender Faktor. Je höher die Frequenz, desto kürzer – also kleiner und leichter – werden die Dipole in der Antenne. Mankins verwendet 2,45 GHz, Duan und Sasaki 5,8 GHz.
Zumindest bei den ersten Demonstrationsmodellen wird man sowohl die Komponenten für das Kraftwerk als auch den Treibstoff für die Bahnkorrekturtriebwerke auf der Erde herstellen und mit schweren Trägerraketen in den Orbit befördern. Es gibt aber Überlegungen, Teile der Produktion auszulagern und Komponenten im All zu fertigen. Eine Herstellung der Stützstrukturen aus kohlenstofffaserverstärkten Verbundwerkstoffen mittels 3D-Druck direkt im Weltall erfordert natürlich die Anlieferung von Rohstoffen, würde aber weniger Platz in der Nutzlastverkleidung der Trägerrakete erfordern und daher die Gesamtzahl der nötigen Starts reduzieren. Beim Testflug des bemannten Raumschiffs der neuen Generation im Mai 2020 wurde von einem derartigen Gerät unter den Bedingungen der Schwerelosigkeit ein Bienenwaben-Gitter hergestellt.

## Fiktiv
Raumstationen, die Sonnenenergie übertragen, tauchen in Science-Fiction-Werken wie Isaac Asimovs „Reason“ (1941) auf, das sich um die Probleme dreht, die durch die Roboter verursacht werden, die die Station bedienen. Asimovs Kurzgeschichte „Die letzte Frage“ behandelt auch den Einsatz von orbitalen Sonnenkraftwerken, um grenzenlose Energie für den Einsatz auf der Erde bereitzustellen. In Ben Bovas Roman PowerSat (2005) versucht ein Unternehmer zu beweisen, dass das fast fertiggestellte Sonnenkraftwerk und das Raumflugzeug seines Unternehmens (ein Mittel, um Wartungsteams effizient zum Kraftwerk zu bringen) sowohl sicher als auch wirtschaftlich tragfähig sind, während Terroristen mit Verbindungen zu erdölexportierenden Ländern alles tun, diese Versuche durch Täuschung und Sabotage zum Scheitern zu bringen.
Verschiedene Luft- und Raumfahrtunternehmen haben in ihren Werbevideos auch zukünftige Solarstromsatelliten vorgestellt, darunter Lockheed Martin und United Launch Alliance.
Im browserbasierten Spiel OGame ist der Sonnensatellit eine von drei Möglichkeiten, Energie zu produzieren. Als Mikrowellenkraftwerk bezeichnete Solarsatelliten können ebenfalls in Sim City 2000 erbaut werden.